# Motta Visconti
Motta Visconti (La Mott in dialetto milanese AFI: [laˈ mòtt]) è un comune italiano di 8 268 abitanti della città metropolitana di Milano in Lombardia.

## Storia

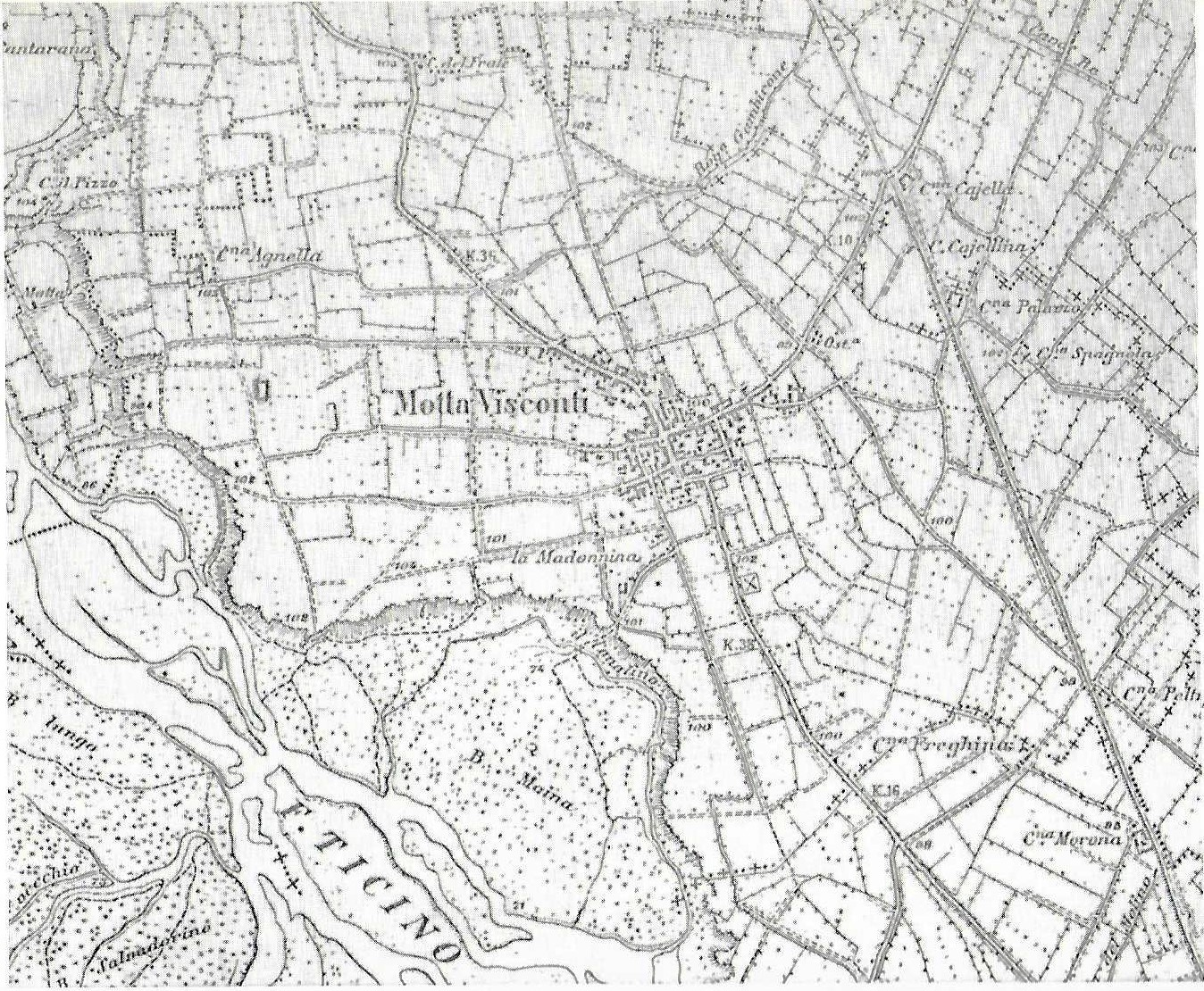
Il territorio di Motta Visconti in una mappa d'epoca

Il nucleo originario era chiamato Campese, a ovest dell'attuale Motta Visconti. Probabilmente già esistente in epoca romana o celtica (il sostantivo latino del nome attuale deriva infatti dal toponimo gallico Motta = "terreno rialzato"), divenne sede di una signoria. I de Campesis noti sono però successivi al 1100 e occupano importanti cariche a Pavia. Durante questo periodo, a causa delle lotte tra Milano e Pavia, gli abitanti di Campese si trasferirono progressivamente alla Motta, una fortezza dei de Campesis posta più a est, fino a che il borgo originario rimase disabitato. Motta fu poi acquistata da un rampollo della famiglia Visconti, alla quale il paese legò il nome come feudo. Nel 1786 il comune di Motta Visconti fu inserito nella provincia di Pavia.

### Simboli
Lo stemma del comune di Motta Visconti è stato concesso con regio decreto del 6 luglio 1933.
La prima partizione dello scudo riprende il blasone della famiglia Visconti che fin dal 1473 possedette due terzi di questo antico feudo (del terzo restante era titolare la famiglia del Majno). Le spade incrociate ricordano le numerose battaglie combattute nell'antichità sul territorio comunale.
Il gonfalone è un drappo di azzurro.

## Monumenti e luoghi d'interesse

### Chiesa parrocchiale di San Giovanni Battista
La  chiesa principale di Motta, intitolata al suo santo patrono. Si trova in via Soriani, una traversa centrale di via Gigi Borgomaneri. 
La chiesa fu ricostruita nel 1782 su un antecedente del primo Quattrocento, voluto dai Visconti di Cislago, e conserva tele seicentesche tra cui una Nascita della Vergine di Giovanni Maria Arduino.
Un tempo apparteneva alla pieve di San Vittore a Casorate, per poi passare sotto la pieve di Corbetta.
La chiesa è un esempio di barocchetto lombardo. Il campanile alto 35 metri possiede un concerto di 5 campane in Mib3 tutte fuse da Barigozzi nel 1883.

## Società

### Evoluzione demografica
- 1 604 nel 1771
- 1 769 nel 1805
- 2 344 nel 1853

Abitanti censiti

### Lingue e dialetti
Accanto alla lingua italiana, è parlata la lingua lombarda nella sua locale variante. Il dialetto mottese, a differenza di altre parlate milanesi ariose, presenta l'apocope di -a in fine di parola, es. La Mott, motajoeur, fioeur, gainn, gugg, scir, scirensg, strav "Motta Visconti, mottese (f.), figlia, gallina, ago, cera, ciliegia, strada".

## Cultura

### Eventi

#### Giugno mottese
Il patrono del paese è san Giovanni Battista, che si festeggia il 24 di giugno. Il mese viene definito così per via della festa patronale e ogni fine settimana viene organizzato qualcosa di diverso: bancarelle lungo le vie, concerti, cena in piazza e giostre.
L'amministrazione comunale organizza la "Sagra delle Ciliegie", predisponendo anche un'area ludica e la chiusura di alcune vie del paese. Tra le altre manifestazioni: uno spettacolo teatrale, musica per le vie, una gara ciclistica, il "San Rock Festival", una serata canora, la cosiddetta "Notte bianca", la "Sagra Patrono" e un raduno di moto d'epoca.Oltre alla Sagra Del Fungo Porcino.
In merito a questa festa, molto sentita nel paese, c'è una tradizione, che ormai solo poche persone ricordano (anziani esclusi), ed è la seguente: la sera della vigilia di San Giovanni Battista (23 giugno) si prende un vesetto di vetro, lo si riempie di acqua fino all'orlo, poi si aggiunge l'albume di un uovo, infine il tutto lo si posiziona in giardino o nell'orto, comunque in un luogo dove ci sia una buona rugiada; al mattino seguente (24 giugno) si noterà che l'albume ha assunto la forma di una barca, che si dice sia quella di san Giovanni Battista.

#### MaraMotta
La "MaraMotta" è una manifestazione podistica organizzata dalla parrocchia. 
Partenza dalla Cascina Agnella, il percorso più lungo (circa 16 km) tocca: la cascina Caiella, cascina Morona, Chalet San Rossore in località "Guado della Signora" - Fiume Ticino, Villa Pizzo in località "Tenuta Cantarana" e ritorno.
Il percorso breve (circa 7 km) parte ugualmente dalla Cascina Agnella, ma si dirige verso il paese, arriva in piazza, passa per via S. Anna, Cascina Caiella, Naviglio, ex "Metalsider", "Località Passatempo" e ritorna alla Cascina Agnella.
Esiste anche una manifestazione podistica competitiva organizzata dal gruppo sportivo locale "Running Team Motta Visconti" chiamata 'Tra i Girasc e Scaron' che si svolge interamente nei boschi del Parco Ticino e tocca appunto questi due storici punti del parco.
Si svolge su tre percorsi di 7, 14 e 21 km con partenza dal Centro Sportivo "'Francesco Scotti'".
La corsa è valida nella classifica "Sempre in Marcia" con premi per le varie categorie di atleti e per i gruppi.

## Amministrazione

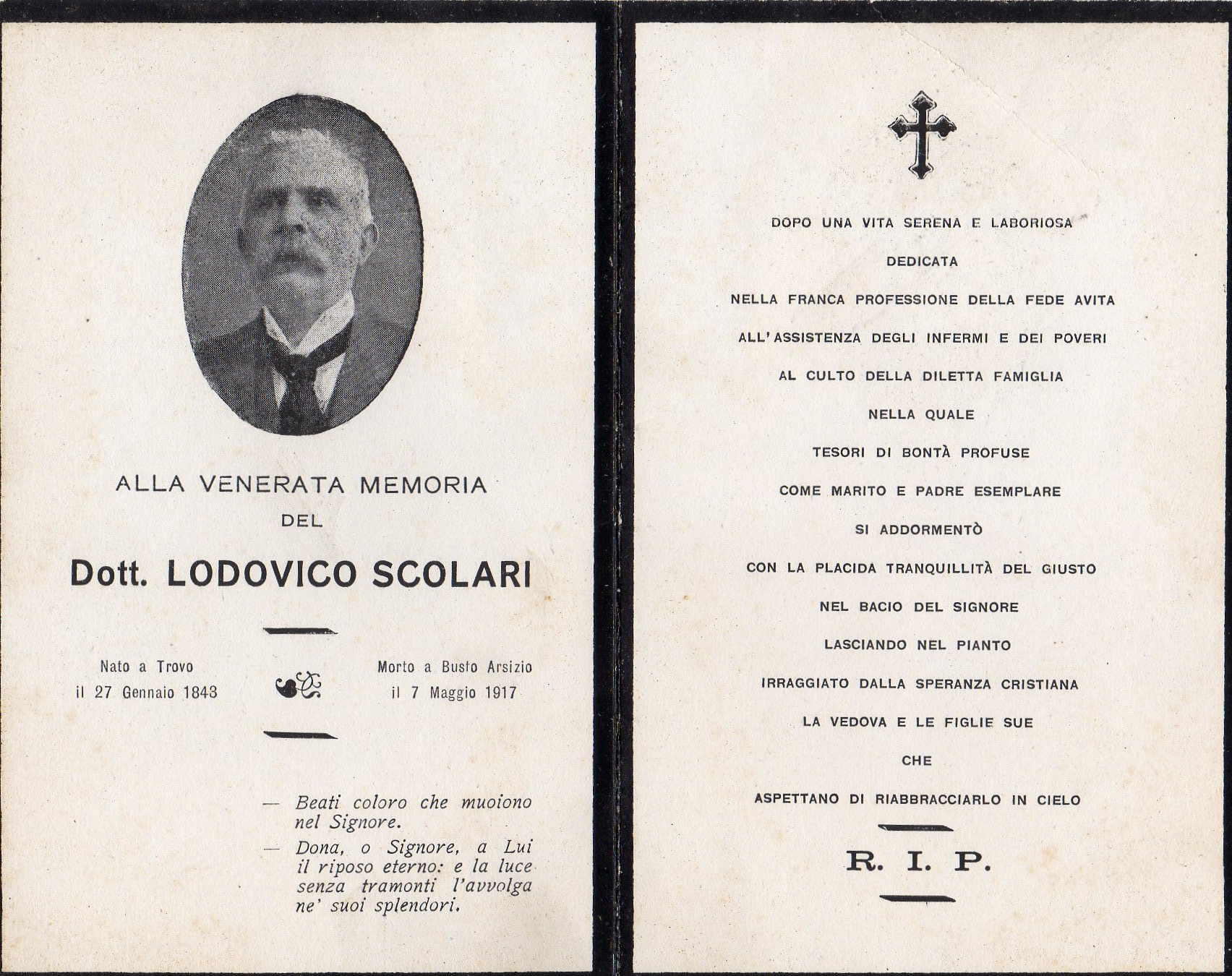
Il Dott. Lodovico Scolari Sindaco di Motta Visconti dal 1910 al 1911

| Periodo        | Periodo        | Primo cittadino           | Partito           | Carica                  | Note   |
| -------------- | -------------- | ------------------------- | ----------------- | ----------------------- | ------ |
| 1866           | 1891           | Cav. Cesare Corbella      |                   | Sindaco                 |        |
| 1892           | 1910           | Primo Baj                 |                   | Sindaco                 |        |
| 1910           | 1911           | Dott. Lodovico Scolari    |                   | Sindaco                 |        |
| 1911           | 1913           | Ambrogio Schieroni        |                   | Sindaco                 |        |
| 1913           | 1914           | Paolo Locatelli Paolo     |                   | Sindaco                 |        |
| 1914           | 1917           | Giovanni Negri            |                   | Sindaco                 |        |
| 1917           | 1920           | Osvaldo Tacconi           |                   | Sindaco                 |        |
| 1920           | 1922           | Bernardo Possi            |                   | Sindaco                 |        |
| 1923           | 1926           | Agostino Friggi           |                   | Sindaco                 |        |
| 1926           | 1935           | Giuseppe Baj              |                   | Podestà                 |        |
| 1935           | 1939           | Angelo Parabiaghi         |                   | Podestà                 |        |
| 1939           | 1943           | Cav. Raffaele Imperatrice |                   | Podestà                 |        |
| 1940           | 1941           | Giuseppe Aloni            |                   | Commissario prefettizio |        |
| 1941           | 1943           | Francesco Tacconi         |                   | Commissario prefettizio |        |
| 1944           | 1945           | Francesco Tacconi         |                   | Podestà                 |        |
| 1945           | 1946           | Bernardo Possi            |                   | Sindaco                 |        |
| 1946           | 1951           | Santo Nidasio             |                   | Sindaco                 |        |
| 1951           | 1960           | Innocente Turri           |                   | Sindaco                 |        |
| 1960           | 1965           | Comm. Angelo Palestra     |                   | Sindaco                 |        |
| 1965           | 1967           | Giovanni Andreoni         |                   | Sindaco                 |        |
| 1967           | 1970           | Cav. Arialdo Conti        |                   | Sindaco                 |        |
| 1970           | 1990           | Giovanni Andreoni         |                   | Sindaco                 | [ 12 ] |
| 1990           | 1993           | Dr. Roberto De Giovanni   |                   | Sindaco                 | [ 12 ] |
| 1993           | 1994           | Dr.ssa Daniela Faedi      |                   | Commissario prefettizio | [ 12 ] |
| 1994           | 1998           | Rinaldo De Bernardi       |                   | Sindaco                 | [ 12 ] |
| 1998           | 2002           | Giovanni Bertolazzi       |                   | Sindaco                 | [ 12 ] |
| 2002           | 2004           | Rosanna Vecchio           |                   | Sindaco                 | [ 12 ] |
| febbraio 2004  | 13 giugno 2004 | Dr.ssa M. Carmela Nuzzi   |                   | Commissario prefettizio | [ 12 ] |
| 14 giugno 2004 | 24 maggio 2014 | Laura Cazzola             | centrosinistra    | Sindaco                 | [ 12 ] |
| 25 maggio 2014 | 26 maggio 2019 | Primo Paolo De Giuli      | Liberamente Motta | Sindaco                 | [ 12 ] |
| 26 maggio 2019 | 9 giugno 2024  | Primo Paolo De Giuli      | Liberamente Motta | Sindaco                 | [ 12 ] |
| 9 giugno 2024  | in carica      | Primo Paolo De Giuli      | Liberamente Motta | Sindaco                 | [ 12 ] |